# La Roda (Gerichtsbezirk)
Der Gerichtsbezirk La Roda ist einer der sieben Gerichtsbezirke in der Provinz Albacete.
Der Bezirk umfasst 8 Gemeinden auf einer Fläche von 1.210,83 km² mit dem Hauptquartier in La Roda.

## Gemeinden
| Gemeinde               | Einwohner (2024) | Fläche km² | Dichte Einw./km² | Cod INE | Postleitzahl |
| ---------------------- | ---------------- | ---------- | ---------------- | ------- | ------------ |
| Fuensanta              | 287              | 23,96      | 12               | 02032   | 02637        |
| Lezuza                 | 1.305            | 360,90     | 4                | 02043   | 02160        |
| Madrigueras            | 4.658            | 73,31      | 64               | 02045   | 02230        |
| Minaya                 | 1.387            | 69,83      | 20               | 02048   | 02620        |
| Montalvos              | 81               | 24,78      | 3                | 02050   | 02638        |
| La Roda                | 15.610           | 398,79     | 39               | 02069   | 02630        |
| Tarazona de la Mancha  | 6.117            | 212,58     | 29               | 02073   | 02100        |
| Villalgordo del Júcar  | 1.128            | 46,68      | 24               | 02078   | 02636        |
| Gerichtsbezirk La Roda | 30.573           | 1.210,83   | 25               | –       | –            |